# Jamie van Lieshout
Jamie van Lieshout (Bergeijk, 12 juli 1991), is een Nederlandse atlete, die gespecialiseerd is in de middellange- en lange afstand.

## Loopbaan
Vanaf 2010 liep Van Lieshout haar eerste grote wedstrijden. Dat jaar behaalde ze haar eerste medaille op een nationaal kampioenschap: brons tijdens de Nederlandse indoorkampioenschappen op de 1500 m.
In 2013 nam ze deel aan de Europese kampioenschappen onder 23 jaar, waar ze op de 5000 m zevende werd. Dat jaar behaalde ze tijdens de Nederlandse indoorkampioenschappen zilver op de 3000 m. Een jaar later viel ze op de NK indoor op deze afstand opnieuw in de prijzen; ditmaal werd het weer brons. Tevens won ze de 20 van Alphen.
In 2015 veroverde Van Lieshout op de Nederlandse kampioenschappen haar eerste titel: ze werd kampioene op de 5000 m.
In 2016 behaalde ze zilver op het Nederlands kampioenschap 10 km.

### Vereniging
Jamie van Lieshout is lid van AV Attila en Team Zevenheuvelen.

## Nederlandse kampioenschappen
| Onderdeel | Jaar |
| --------- | ---- |
| 5000 m    | 2015 |

## Persoonlijke records
Baan
| Afstand  | Prestatie | Datum        | Plaats     |
| -------- | --------- | ------------ | ---------- |
| 800 m    | 2.10,07   | 21 mei 2011  | Hoorn      |
| 1500 m   | 4.20,83   | 6 juli 2013  | Oordegem   |
| 3000 m   | 9.21,31   | 11 juli 2014 | Utrecht    |
| 5000 m   | 16.09,62  | 5 juni 2013  | Wageningen |
| 10.000 m | 34.18,73  | 1 mei 2016   | Stanford   |

Weg
| Afstand        | Prestatie | Datum             | Plaats              |
| -------------- | --------- | ----------------- | ------------------- |
| 5 km           | 16.02     | 5 maart 2016      | Barrowford          |
| 4 Eng. mijl    | 21.33     | 13 oktober 2013   | Groningen           |
| 10 km          | 33.19     | 13 december 2015  | Telford             |
| 10 Eng. mijl   | 57.02     | 20 september 2015 | Zaandam             |
| 15 km          | 51.10     | 16 november 2014  | Nijmegen            |
| 20 km          | 1:11.45   | 2 maart 2014      | Alphen aan den Rijn |
| halve marathon | 1:12.59   | 20 maart 2016     | Venlo               |

Indoor
| Afstand | Prestatie | Datum           | Plaats     |
| ------- | --------- | --------------- | ---------- |
| 3000 m  | 9.29,51   | 29 januari 2017 | Manchester |

## Palmares

### 1500 m
- 2010:  NK indoor - 4.40,42
- 2011: 4e NK indoor - 4.32,51
- 2011: 7e NK - 4.46,15
- 2012: 5e NK - 4.27,04

### 3000 m
- 2013:  NK indoor - 9.46,24
- 2014:  NK indoor - 9.31,94

### 5000 m
- 2013: 7e EK U23 te Tampere - 16.14,48
- 2014:  NK - 16.36,98
- 2015:  NK - 16.23,95

### 5 km
- 2014:  Marikenloop - 16.39
- 2015:  Marikenloop - 16.52

### 10 km
- 2012:  Royal Ten Den Haag - 35.20
- 2014: 5e NK in Schoorl - 34.26 (7e overall)
- 2014:  Wiezo run - 35.27
- 2013: 14e Parelloop - 34.38
- 2014: 10e Parelloop - 36.28
- 2014: 10e Tilburg Ten Miles - 33.57
- 2015: 6e Hilversum City Run - 34.54
- 2016:  NK in Schoorl - 34.10
- 2017: 5e NK in Schoorl - 33.58

### 15 km
- 2013: 7e Montferland Run - 53.04
- 2014: 8e Zevenheuvelenloop - 51.10
- 2015: 7e Zevenheuvelenloop - 52.32

### 10 Eng. mijl
- 2014: 8e Dam tot Damloop - 57.25
- 2015: 11e Dam tot Damloop - 57.02

### 20 km
- 2014:  20 van Alphen - 1:11.45
- 2017:  20 van Alphen - 1:14.11

### halve marathon
- 2015: 5e Bredase Singelloop - 1:16.16
- 2016: 5e Venloop - 1:12.59
- 2016: 7e halve marathon van Egmond - 1:23.48
- 2016: 62e EK - 1:17.36
- 2017: 7e halve marathon van Egmond - 1:16.02
- 2024:  halve marathon van Eindhoven - 1:18.56

### veldlopen
- 2012: 6e NK (Warandeloop) (lange afstand = 8100 m) - 30.05
- 2012: 56e EK veldlopen U23 te Boedapest (8,05 km) – 23.34

### overige afstanden
- 2012:  Posbankloop (6 km) - 21.19
- 2013: 13e 4 Mijl van Groningen - 21.33
- 2013: 7e Zandvoort Circuit Run (12 km) - 45.37